# بلچر (قزاقستان)
بلچر (به قزاقی: Belcher) یک منطقهٔ مسکونی در قزاقستان است که در شهرستان یرغیز واقع شده‌است. بلچر ۱۹۲ نفر جمعیت دارد.